# Henry Roseman Lang

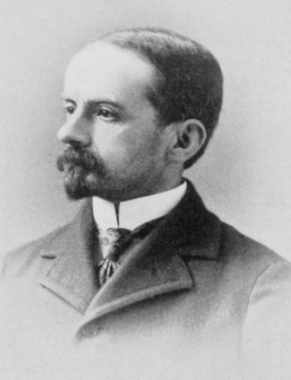

Henry Roseman Lang (* 22. September 1853 in Wartau; † 25. Juli 1934 in New Haven, Connecticut) war ein US-amerikanischer Romanist, Hispanist und Lusitanist Schweizer Herkunft.

## Leben und Werk
H. R. Lang wurde als Sohn des evangelisch-reformierten Pfarrers und Theologen Heinrich Lang in der Schweiz geboren. 1890 wurde er in Straßburg mit der Arbeit (Hrsg.) Cancioneiro d'el Rei Dom Denis [Cancioneiro d'el Rei Dom Diniz] (erschienen u. d. T. Das Liederbuch des Königs Denis von Portugal, Halle a. S. 1894, Hildesheim 1972) promoviert. Ab 1892 machte er an der Yale University Karriere, zuerst als Instructor und Assistant Professor, ab 1896 als Professor für Romanische Philologie und von 1906 bis 1922 als Benjamin F. Barge Professor of Romance Languages and Literatures. 1915 wurde Lang in die American Academy of Arts and Sciences gewählt.

## Weitere Werke
- (Hrsg.) Cancioneiro gallego-castelhano. The extant Galician poems of the Gallego-Castilian lyric school (1350-1450), New York 1902
- (Hrsg.) Cancionero de Baena, New York 1926, 1971
- Contributions to the restoration of the Poema del Cid, New York/Paris 1926